# Lissochelifer novaeguineae
Espèce
Synonymes
- Lophochelifer novaeguineae Beier, 1965

Lissochelifer novaeguineae est une espèce de pseudoscorpions de la famille des Cheliferidae.

## Distribution
Cette espèce est endémique de la province de Morobe en Papouasie-Nouvelle-Guinée. Elle se rencontre vers Finschhafen.

## Publication originale
- Beier, 1965 : Die Pseudoscorpioniden Neu-Guineas und der benachbarten Inseln. Pacific Insects, vol. 7, p. 749-796 (texte intégral).